# 西條剛央
西條 剛央（さいじょう たけお、1974年 - ）は、日本の実業家・哲学者。人間科学博士。株式会社本質行動学アカデメイア代表取締役社長。2018年1月より「世界で初めての本質を学ぶ学校」として本質行動学に基づく Essential Management School（EMS,エッセンシャル・マネジメント・スクール）を御茶ノ水にて開講。

## 人物
宮城県仙台市生まれ。

### 学歴
仙台第三高等学校を経て
- 1999年（平成11年）早稲田大学人間科学部人間基礎科学科卒業
- 2001年（平成13年）同大大学院人間科学研究科健康科学専攻修士課程修了
- 2004年（平成16年）同 博士課程修了（博士（人間科学）、学位請求論文『母子間の抱きの人間科学的研究 : ダイナミックシステムズアプローチの適用』）[1]）

### 研究歴
- 2002年 - 2004年 日本学術振興会特別研究員（DC2）
- 2006年 - 2008年 日本学術振興会特別研究員（PD）
- 2009年 - 2014年 早稲田大学大学院商学研究科ビジネス専攻専任講師
- 2014年 - 2019年 早稲田大学大学院客員准教授

### 研究
構造構成主義を体系化したことで知られ、「構造構成主義に基づく組織行動（組織心理学）」について研究している。2002年（平成14年）には『次世代人間科学研究会』を主催、また2007年（平成19年）には京極真、池田清彦とともに『構造構成主義研究』を創刊して編集長を務める。構造構成主義は現在、医学、看護学、作業療法学、教育学、社会学、歴史学、文学など多様な学問領域に展開しており、様々なテーマに導入、応用され、200本以上の論文、専門書が公刊されている。また、発達心理学の研究や質的研究の研究も行っている。
ドラッカー学会での研究を踏まえ、構造構成主義を発展させた本質行動学を標榜し、2018年1月より「世界で初めての本質を学ぶ学校」として本質行動学に基づく Essential Management School（EMS,エッセンシャル・マネジメント・スクール）を御茶ノ水にて開講している。

### ボランティアプロジェクト
2011年（平成23年）3月に発生した東北地方太平洋沖地震によって被災した人びとと地域を支援する、日本最大級となる被災地支援のボランティア組織「ふんばろう東日本支援プロジェクト」を設立、運営していた。被災者が現在必要としているものを、必要な分量だけホームページに掲載し、それを見た支援者が被災者へ直接物資を届けることのできる仕組みをつくり、行政の手が及んでいなかった小規模避難所や仮設住宅、個人避難宅など、3000カ所以上に15万5000品目、3万5000回以上の物資支援を実現させた。また、家電の設備が不足していた仮設住宅や個人避難宅への支援を行なうために構想された「家電プロジェクト」では、2万5000世帯にアイロンや扇風機、エアコンや電気カーペット、冷蔵庫など大小さまざまな家電を配布した。そして、被災者自身が今後この土地で行きていくために必要な、土地の整備（瓦礫の撤去と建物の建造）と雇用創出などさまざまな問題を同時に解決するプロジェクトとして構想された「重機免許取得プロジェクト」では、1500名以上の重機免許取得にかかる費用を全額サポートしている。
その他にも、無給のボランティア3000名が組織行動の原理を参照しながら、それぞれ自律的に「学習支援プロジェクト」「就労支援プロジェクト」「ミシンでお仕事プロジェクト」「手に職・布ぞうりプロジェクト」「ものづくりプロジェクト」「ハンドメイドプロジェクト」「おたよりプロジェクト」「ガイガーカウンタープロジェクト」「エンターテイメントプロジェクト」「PC設置でつながるプロジェクト」「緑でつながるプロジェクト」「大川きぼうプロジェクト」「ふんばろう山元町」「南三陸お手伝いプロジェクト」「絆プロジェクト」「漁業支援プロジェクト」「マンガ・イラストチャリティーオークションプロジェクト」「うれしいプロジェクト」といった多くの復興支援プロジェクトを同時に展開していった。これらのプロジェクトを支える組織体として、岩手支部、宮城支部、福島支部といった前線の支部だけでなく、また、府中、名古屋、大阪、京都、神戸、岡山、山口、九州、ロサンゼルスなどの後方支援支部も立ち上がり、徐々に全国的な支援体制を構築していった。特に、岩手、宮城、福島の前線支部は各プロジェクトや後方支部と効果的に連携し、それぞれが状況の異なる地元の求めに応じた支援活動を行っていった。

これらさまざまな支援の実績はテレビ、ラジオ、新聞、雑誌などに各メディアに取り上げられており、また日本経済団体連合会、日本赤十字社、内閣府（防災）などのシンポジウムに招聘されるに至っている。

### Essential Management School
自ら理論として構築した構造構成主義の理論を発展させ、本質行動学として体系づけたものを広めるため、2019年（平成31年）1月に東京・お茶の水に開設した。世界で唯一の本質行動学（Essential Management Science)を学ぶ学校と称されており、経営者・ビジネスマン・医療従事者・教育関係者など、各界に人材が輩出している。主なカリキュラムは、西條が早稲田大学大学院で登壇していた「本質－組織心理学」をベースとした「本質行動学特論基礎原理コース（ベーシックコース）」であり、約３ヵ月間かけてチームで学び合い、毎回のリフレクションと修了レポートを提出し、修了となる。2019年時点では、会場にての講義形式とZoomを活用したハイブリッド配信によるオンライン、反転授業形式のMBAL（Movie Based Active Learning）の３つの参加形態があったが、2020年にウイルスによる感染症 (COVID-19) が流行し、すべてをオンラインに切り替えており、日本のみならず世界中から参加者が集まっている。

## 著作
- 『母子間の抱きの人間科学的研究──ダイナミック・システムズ・アプローチの適用』北大路書房 2004年
- 『構造構成主義とは何か──次世代人間科学の原理』北大路書房 2005年
- 『構造構成的発達研究法の理論と実践──縦断研究法の体系化に向けて』 北大路書房 2005年
- 『科学の剣 哲学の魔法──対談 構造主義科学論から構造構成主義への継承』（池田清彦、西條剛央 著）北大路書房 2006年
- 『構造構成主義の展開 21世紀の思想のあり方』（西條剛央、京極真、池田清彦 編）至文堂（現代のエスプリ）2007年
- 『エマージェンス人間科学 理論・方法・実践とその間から』（西條剛央、菅村玄二、斎藤清二、京極真、荒川歩、松嶋秀明、黒須正明、無藤隆、荘島宏二郎、山森光陽、鈴木平、岡本拡子、清水武 編）北大路書房 2007年
- 『現代思想のレボリューション──構造構成主義研究1』（西條剛央、京極真、池田清彦 編）北大路書房 2007年
- 『ライブ講義・質的研究とは何か　ＳＣＱＲＭベーシック編──研究の着想からデータ収集，分析，モデル構築まで』新曜社 2007年
- 『ライブ講義・質的研究とは何か　ＳＣＱＲＭアドバンス編──研究発表から論文執筆，評価，新次元の研究法まで』新曜社 2008年
- 『信念対立の克服をどう考えるか──構造構成主義研究２』（西條剛央、京極真、池田清彦 編）北大路書房 2008年
- 『JNNスペシャル　看護研究で迷わないための超入門講座 ──研究以前のモンダイ』医学書院 2009年
- 『なぜいま医療でメタ理論なのか──構造構成主義研究３』（西條剛央、京極真、池田清彦 編）北大路書房 2009年
- 『ぼくもだっこ』（絵本）講談社 2009年
- 『持続可能な社会をどう構想するか──構造構成主義研究４』（西條剛央、京極真、池田清彦 編）北大路書房 2010年
- 『よい教育とは何か──構造構成主義研究５』（西條剛央、京極真、池田清彦 編）北大路書房 2011年
- 『IT時代の震災と核被害』（東浩紀、飯田豊、西條剛央、酒井信、神保哲生、飯田哲也、武田徹、津田大介、広瀬弘忠、三上洋、宮台真司、村上圭子 、池田清彦、円堂都司昭 、荻上チキ 、加藤典洋 、萱野稔人  共著）インプレスジャパン 2011年
- 『人を助けるすんごい仕組み──ボランティア経験のない僕が、日本最大級の支援組織をどうつくったのか』ダイヤモンド社 2012年
- 『〜被災地からの手紙　被災地への手紙〜　忘れない。』（西條剛央 編著）大和書房 2012年
- 『思想がひらく未来へのロードマップ──構造構成主義研究6』（西條剛央、京極真、池田清彦 編）北大路書房 2014年
- 『チームの力　──構造構成主義による“新”組織論』ちくま書房 2015年
- 『クライシスマネジメントの本質　本質行動学による3.11大川小学校事故の研究』山川出版社 2021年

## 出演

### テレビ
- 「明日へ-支えあおう-」（NHK、2012年3月11日、8月26日、2013年2月24日）
- 「復興テレビ」（日本テレビ、2012年3月11日）
- 「東北発☆未来塾」（「リーダーのチカラ：第１〜４週」、「迷ってもあきらめない！〜震災３年目　私たちの復興プラン〜」）（NHK Eテレ、2013年1月4、11、18、25日、3月22日）
- 「ニッポンのジレンマ『格差を越えて　僕らの新たな働き方』」（NHK Eテレ、2013年1月1日）

など多数